# SOH BAND
SOH BAND（そー・ばんど）は、日本のバンドである。1988年結成とされている。

## 概要
1980年代後半、宗修司（そう しゅうじ）、鬼怒無月が中心になり、チェルノブイリ渡部が参加した時点でSOH BANDの歴史は始まった。
1990年代にはアシッドジャズならぬ「アルカリジャズ」を標榜し、ドラマーかつコンポーザーである宗修司の複雑かつPOPなアレンジが光るテクニカル・ジャズ・ロックを演奏していた。2001年9月1日に宗が死去するという悲劇が訪れるが、メンバーの固い意志により、後任に元GALNERYUSの佐藤潤一というヘヴィメタルを中心に活躍しているオールラウンドドラマーを迎え、現在に到る。

## メンバー

### 現在のメンバー
- 増田隆一（ギター）元ルインズ、元高円寺百景
- 田中邦和（サックス）Sembello
- 渡部チェル（キーボード）
- 清水玲（ベース）元P.O.N.
- 佐藤潤一（ドラム）元アニメタルのサポート、元Concerto Moon、元GALNERYUS、SPINALCORD
- 宗修司（生前はドラム、コンポーザー。逝去後もコンセプトリーダーとしてクレジットされている）元渋さ知らズ、元Robo(現在のROVOの前身)、元バズーカ・ジョー

### 過去のメンバー
- 鬼怒無月（ギター）
- 竹内直（サックス）
- 中西真人（ベース）
- 松田靖弘（サックス）

## ディスコグラフィー

### アルバム
- NO PROBLEM AT ALL（1996年-地底レコード）
- 死ネバ馬鹿モ治ル（1998年-地底レコード）
- A Whole Lotta Crybabes（2004年-地底レコード）